# Viaggio in Europa della famiglia Mozart

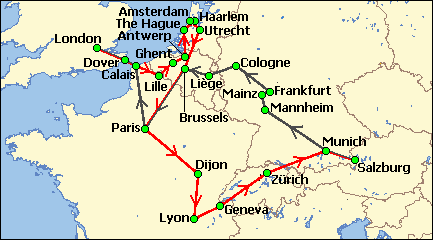
Itinerario del viaggio in Europa, 1763-1766. Le linee nere mostrano il viaggio di andata verso Londra, 1763-1764, quelle rosse indicano il viaggio di ritorno verso Salisburgo, 1765-1766.

Il viaggio in Europa della famiglia Mozart fu compiuto dal 1763 al 1766 da Leopold Mozart, sua moglie Anna Maria, e i loro figli Maria Anna (Nannerl) e Wolfgang Amadeus, entrambi musicalmente molto dotati. All'inizio del viaggio i bambini avevano rispettivamente undici e sette anni. Le loro straordinarie abilità erano state dimostrate nel corso di una visita a Vienna nel 1762, quando avevano suonato davanti all'imperatrice Maria Teresa alla corte imperiale. Avvertendo le opportunità sociali e di guadagno che avrebbero potuto derivare da un lungo viaggio che toccava le capitali e i principali centri culturali d'Europa, Leopold aveva ottenuto un lungo permesso di assenza dal suo posto di vice Maestro di cappella al servizio del principe-arcivescovo di Salisburgo. Durante tutto il tour, le loro qualità di bambini prodigio vennero confermate con esibizioni che lasciavano il pubblico meravigliato e soddisfatto.
La prima tappa dell'itinerario portò la famiglia, via Monaco di Baviera (il 13 giugno 1763 in un concerto pianistico nel Castello di Nymphenburg alla presenza di Massimiliano III di Baviera) e Francoforte, a Bruxelles e poi a Parigi, dove rimasero per cinque mesi. Poi partirono per Londra dove, durante un soggiorno durato più di un anno, Wolfgang fece conoscenza con alcuni dei musicisti più importanti dell'epoca, ascoltò molta musica, e compose le sue prime sinfonie. La famiglia quindi si trasferì nei Paesi Bassi, dove il programma degli spettacoli si interruppe a causa di malattie di entrambi i bambini, anche se Wolfgang continuava a comporre prolificamente. Nel ritorno verso casa, fecero una seconda sosta a Parigi, passarono quindi attraverso la Svizzera, giungendo infine a Salisburgo nel mese di novembre 1766.
I benefici economici del tour, sebbene fossero sostanziosi, non trasformarono lo stile di vita della famiglia, e Leopold proseguì nel suo lavoro presso il principe-arcivescovo. Tuttavia, il viaggio consentì ai bambini di vivere a pieno il cosmopolita mondo musicale, dando loro una formazione fuori dall'ordinario. Nel caso di Wolfgang, ciò sarebbe continuato nei successivi sei anni tramite altri viaggi, prima della sua nomina a musicista di corte da parte del re

## Bambino prodigio

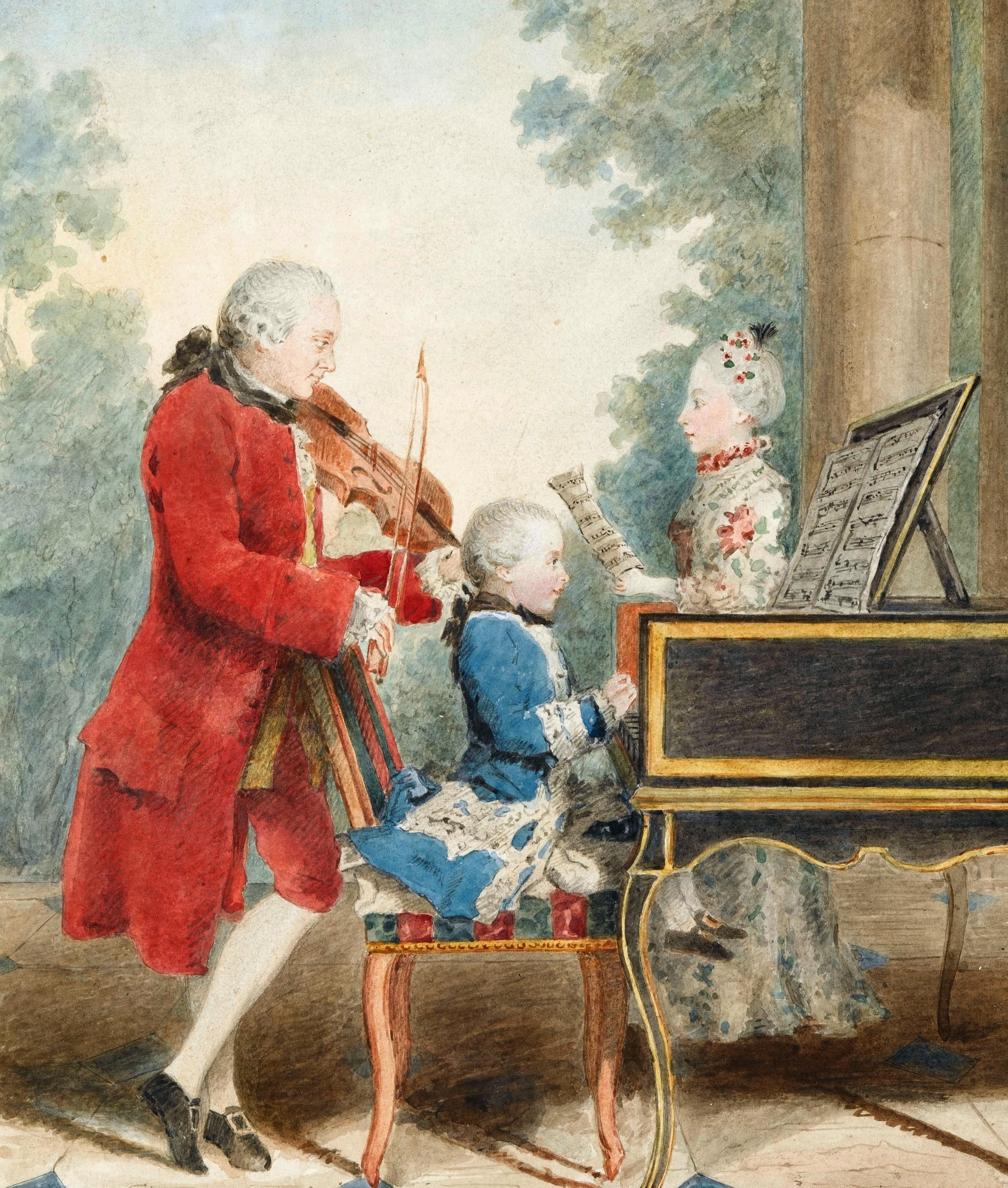
Leopold, Wolfgang e Nannerl. Acquerello di Carmontelle, 1763-1764 circa

I bambini Mozart non erano gli unici prodigi musicali del XVIII secolo. Il professor Gary Spruce riferisce di centinaia di casi simili, e cita quello di William Crotch di Norwich che, nel 1778, all'età di tre anni, dava concerti d'organo. La studiosa britannica Jane O'Connor spiega il fascino dei prodigi nel XVIII secolo come "l'intuire le possibilità di intrattenimento e di guadagno di un bambino con attitudini fuori dall'ordinario". Infine Mozart fu riconosciuto tra i bambini prodigio come modello per ottenere successi precoci.
Dei sette figli nati da Leopold e Anna Maria Mozart, solo la quarta, Maria Anna (Nannerl), nata il 30 luglio 1751, e il più giovane, Wolfgang Amadeus, nato il 27 gennaio 1756, erano sopravvissuti all'infanzia. I bambini furono istruiti a casa, sotto la guida di Leopold, imparando i fondamenti della lettura, della scrittura, del disegno, dell'aritmetica, oltre a un po' di storia e geografia. La loro formazione musicale traeva vantaggio dall'assistere alle frequenti prove di Leopold insieme ad altri musicisti. Quando Nannerl aveva sette anni, suo padre cominciò a insegnarle a suonare il clavicembalo, alla presenza di Wolfgang; secondo il racconto di Nannerl "il ragazzo mostrò subito uno straordinario talento, un dono divino. Spesso trascorreva lunghi periodi al clavicembalo, [...] Gli piaceva il suono delle terze che riusciva a individuare [...] Quando aveva cinque anni, componeva piccoli pezzi che poi suonava a suo padre, il quale li trascriveva". Un amico di famiglia, il poeta Johann Andreas Schachtner, raccontava che all'età di quattro anni Wolfgang cominciò a comporre un concerto per pianoforte, dimostrando di avere un formidabile orecchio musicale.

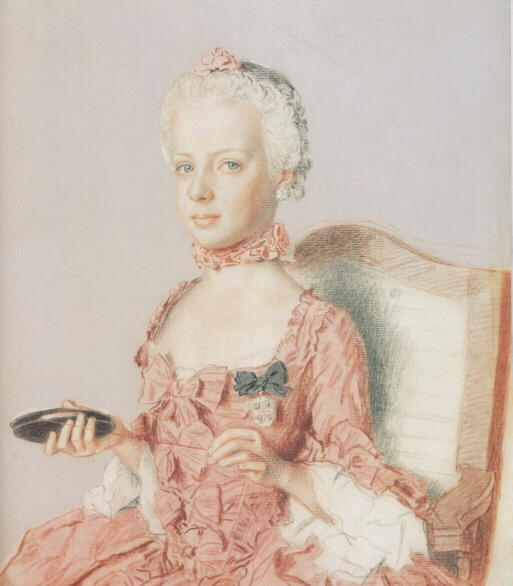
Maria Antonietta a 7 anni, nel 1763, quando incontrò Mozart a Vienna

Nannerl stessa era un'allieva molto dotata, non meno veloce nell'imparare di suo fratello. Suonava il clavicembalo con notevole virtuosismo da quando aveva undici anni. In quello stesso anno, 1762, Leopold portò i bambini a Monaco a suonare davanti a Massimiliano III Giuseppe, il Principe elettore di Baviera. Leopold andò poi con tutta la famiglia a Vienna, dove si fermarono per tre mesi. Aveva inviti assicurati da parte di alcuni patrocinatori nobili e, a tre giorni dal loro arrivo, i bambini si esibivano al palazzo del Conte Collalto. Tra i presenti c'era il consigliere del Tesoro Viennese e futuro primo ministro Karl von Zinzendorf, il quale annotava nel suo diario che "un bambino di solo cinque anni e mezzo (in realtà Wolfgang aveva quasi sette anni), suonava il clavicembalo". Dopo un'apparizione davanti al Vice-Cancelliere Imperiale, i Mozart furono invitati alla corte reale, dove l'imperatrice Maria Teresa d'Austria volle mettere alla prova l'abilità di Wolfgang chiedendogli di suonare con la tastiera coperta. Durante questa visita a corte, Wolfgang conobbe l'arciduchessa Maria Antonia, la futura regina Maria Antonietta di Francia, che aveva due mesi più di lui. Il biografo di Mozart, Eric Blom, racconta un aneddoto in cui l'arciduchessa aiutò Wolfgang scivolato sul pavimento lucido, ricevendone in cambio una proposta di matrimonio.
Da quando i Mozart avevano cominciato a farsi notare dall'aristocrazia viennese, erano spesso richiesti per più di uno spettacolo al giorno. Per questa attività venivano pagati molto bene: dopo la prima frenetica settimana a Vienna, Leopold riuscì a mandare a casa l'equivalente di più di due anni di stipendio. Le loro esibizioni si interruppero quando Wolfgang si ammalò di scarlattina, facendo così svanire il momento magico. Tuttavia, il soggiorno a Vienna lasciò in Leopold il desiderio di perseguire ulteriori opportunità di successo sociale e finanziario. Al loro ritorno a Salisburgo, Wolfgang suonò il clavicembalo e il violino al concerto di compleanno dell'arcivescovo, destando meraviglia tra i presenti.

## Viaggio

### Preparativi

Leopold Mozart, 1765 circa

In una lettera al suo amico e padrone di casa Lorenz Hagenauer (1712-1792), scritta dopo il tour, Leopold cita il diplomatico tedesco Friedrich Melchior von Grimm che, dopo aver ascoltato suonare i bambini, disse: "Per la prima volta nella mia vita ho assistito a un miracolo". Leopold pensò che fosse suo dovere proclamare al mondo questo miracolo, altrimenti si sarebbe mostrato "un bell'ingrato". Secondo il biografo di Mozart, Wolfgang Hildesheimer, questa impresa era stata prematura, almeno nel caso di Wolfgang: "Troppo presto il padre aveva trascinato per anni il figlio per mezza Europa. Questi continui cambiamenti di luogo avrebbero logorato anche un bambino robusto...". Tuttavia, non sembra che Wolfgang sia stato danneggiato fisicamente o dal punto di vista musicale da queste fatiche; sembra invece che egli, fin dall'inizio, si sentisse all'altezza della sfida.
Leopold voleva iniziare il viaggio il più presto possibile: più giovani erano i bambini, più spettacolare sarebbe stata l'esibizione delle loro doti. L'itinerario che aveva intenzione di seguire toccava il sud della Germania, i Paesi Bassi austriaci, Parigi, la Svizzera ed, eventualmente, l'Italia settentrionale. La tappa londinese fu aggiunta solo dietro sollecitazione durante la visita a Parigi, mentre il viaggio finale in Olanda fu una deviazione non prevista. L'idea era di essere ammessi al maggior numero possibile di corti principesche europee, così come di visitare le grandi capitali culturali. Leopold faceva affidamento sulle sue conoscenze nel giro dei musicisti professionisti e sui suoi più recenti contatti sociali per ottenere inviti dalle corti reali. L'assistenza pratica venne da Hagenauer, le cui conoscenze in campo commerciale nelle principali città avrebbero consentito ai Mozart di ottenere denaro durante il viaggio, in attesa del ricavato dai loro spettacoli.
Wolfgang si preparò per il tour perfezionandosi al violino, che aveva imparato a suonare senza quasi aver preso lezioni. Per quanto riguarda la preparazione più generale, i bambini si erano dilettati a fare musica insieme, un'abitudine che non avrebbero mai perso. Durante il tour, anche nei giorni di viaggio più faticosi, trovavano modo di esercitarsi; sembravano crescere bene nel mezzo dei frenetici impegni. Prima di partire, Leopold aveva bisogno del permesso del suo datore di lavoro, il principe-arcivescovo. Nonostante egli fosse stato nominato vice maestro di cappella da poco (da gennaio), l'arcivescovo gli concesse un lungo permesso di assenza, con l'idea che i successi dei Mozart avrebbero portato gloria a Salisburgo, al suo Principe e al Signore.

### Prime tappe (luglio-novembre 1763)

Wolfgang Amadeus Mozart nel 1763, all'età di sette anni, all'inizio del viaggio in Europa. Egli indossa la livrea presentata dall'imperatrice d'Austria l'inverno precedente.

L'inizio del viaggio, il 9 giugno 1763, non fu molto fortunato: il primo giorno ci fu la rottura di una ruota della carrozza, che richiese una pausa di 24 ore per la riparazione. Leopold approfittò di questo ritardo per portare Wolfgang alla vicina chiesa di Wasserburg, dove il ragazzo suonò sull'organo a pedaliera come se l'avesse studiato per mesi. A Monaco di Baviera, nelle serate seguenti, i bambini suonarono davanti all'Elettore Massimiliano III, guadagnando l'equivalente di metà dello stipendio annuale di Leopold di 354 fiorini. La tappa successiva fu (30 giugno, 4 e 6 luglio) ad Augusta, dove la madre di Leopold non volle assistere ad alcuno dei tre concerti pubblici dati lì. La famiglia proseguì quindi per la Cattedrale di Ulma (concerto organistico il 7 luglio), Ludwigsburg (dove il 10 luglio incontra Niccolò Jommelli), Schwetzingen e per la corte di Mannheim, dove l'esibizione dei bambini lasciò stupefatti l'Elettore Palatino Karl Theodor e la sua Elettrice.
La tappa successiva fu Magonza. L'Elettore era malato, ma il 3 agosto i fratelli Mozart diedero tre concerti in città, che fruttarono 200 fiorini. Da Magonza la famiglia prese il battello per risalire il fiume Meno fino a Francoforte, dove vennero dati quattro concerti pubblici fino al 30 agosto. 
Tra i presenti al primo concerto del 18 agosto, c'era il quattordicenne Johann Wolfgang von Goethe, che molti anni dopo avrebbe ricordato "il piccolo con la parrucca e la spada". La locandina di questi concerti annunciava che "la ragazza" avrebbe suonato "i pezzi più difficili dei più grandi maestri ", mentre "il ragazzo" avrebbe suonato in un concerto per violino, oltre a ripetere l'esibizione di Vienna in cui suonava con la tastiera completamente coperta da un panno. Infine "a richiesta, eseguirà delle improvvisazioni, non solo al clavicembalo ma anche all'organo... in tutti i registri, anche in quelli più difficili".
La famiglia proseguì in battello fino a Coblenza (concerto pianistico pubblico il 21 settembre), Bonn e Colonia. Girando verso ovest, raggiunsero Aquisgrana, dove venne dato uno spettacolo con la sorella il 30 settembre davanti alla principessa Anna Amalia di Prussia, sorella di Federico il Grande. La principessa cercò di convincere Leopold a rinunciare al suo itinerario per andare a Berlino, ma Leopold non si fece convincere. "Lei non ha soldi", scrisse a Hagenauer, raccontando che aveva ripagato la performance con dei baci." Proseguirono per i Paesi Bassi austriaci, una area corrispondente grosso modo agli attuali Belgio e Lussemburgo, dove arrivarono nel capoluogo regionale, Bruxelles, il 5 ottobre. Dopo diverse settimane in attesa di essere convocati dal governatore generale, il principe Carlo di Lorena ("Sua Altezza il principe non fa altro che cacciare, trangugiare e sbevazzare", scriveva Leopold a Hagenauer), il 7 novembre i Mozart diedero un grande concerto alla presenza del principe. Il 15 la famiglia partì per Parigi.
Durante il soggiorno a Bruxelles, per breve tempo Wolfgang spostò la sua attenzione dall'esecuzione alla composizione. Il 14 ottobre finì di comporre un Allegro per clavicembalo, che sarà poi incorporato nella sonata di Do maggiore K 6, completata successivamente a Parigi.

### Parigi (novembre 1763 - aprile 1764)

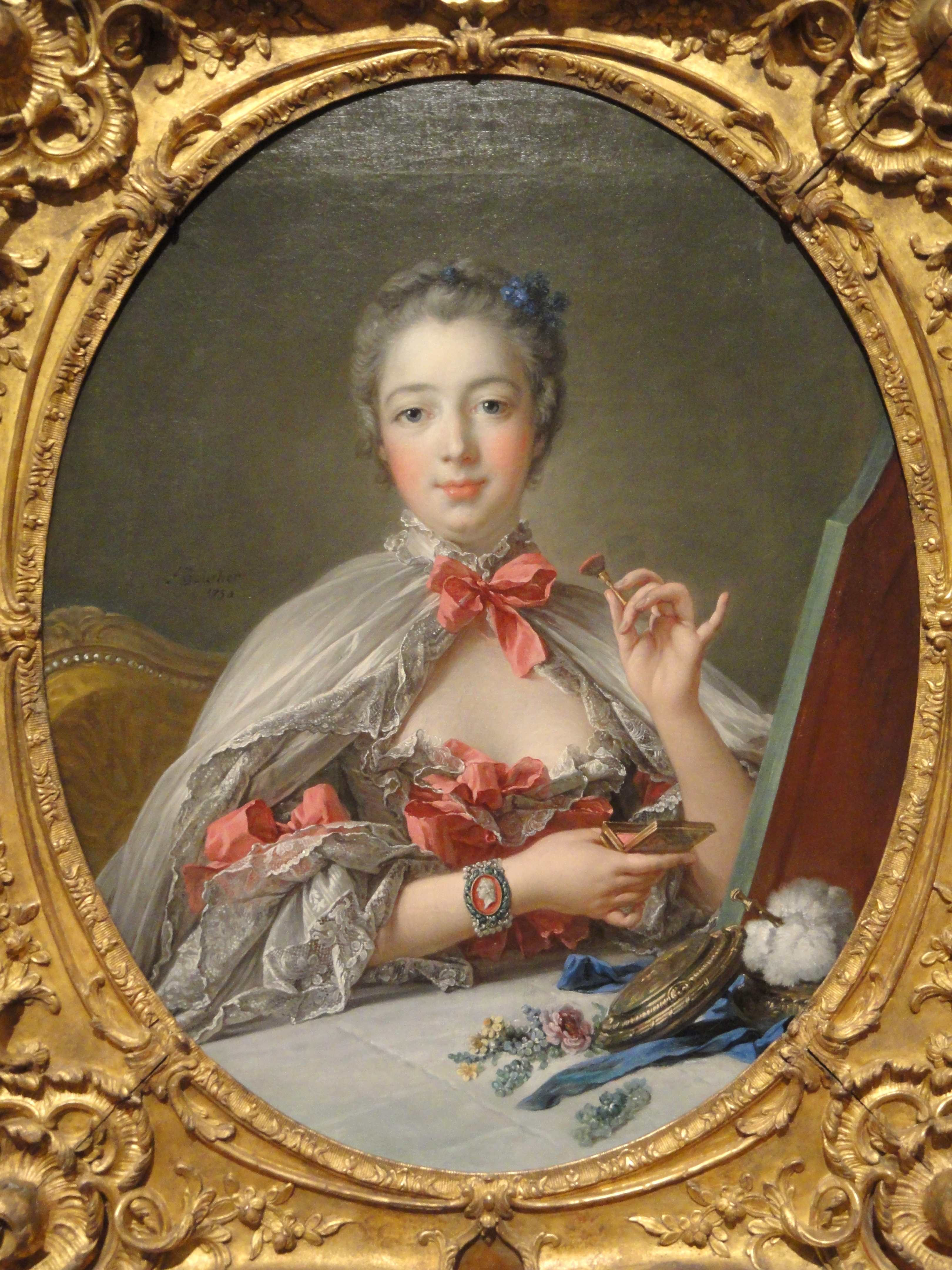
Madame de Pompadour, la cortigiana che i Mozart conobbero a Versailles, 1763-1764

Il 18 novembre 1763 la famiglia Mozart arrivò a Parigi, uno dei più importanti centri musicali d'Europa, oltre che una città di grande energia, ricchezza e attività intellettuale. Leopold sperava di essere ricevuto alla corte di Luigi XV nella vicina Versailles. Tuttavia, non fu possibile ottenere un invito immediato a causa di un recente lutto nella famiglia reale; così Leopold organizzò altri impegni. Una persona che notò particolarmente i bambini fu il diplomatico tedesco Friedrich Melchior von Grimm, sul cui diario furono annotate in termini entusiastici le prodezza di Wolfgang: "il più esperto maestro di cappella non potrebbe essere più profondo nella scienza dell'armonia e della modulazione". Le valutazioni di Leopold, scritte qualche mese dopo, erano ugualmente calorose: "La mia bambina, a soli 12 anni, è uno dei musicisti più abili in Europa, e il mio bambino, a otto anni, sa di più di quanto ci si aspetterebbe da un uomo di quaranta".
Il 24 dicembre, la famiglia si trasferì a Versailles per due settimane durante le quali, tramite una conoscenza a corte, furono ammessi a una cena reale, dove a Wolfgang, secondo testimonianze, fu permesso di baciare la mano della regina. Inoltre, a Versailles fecero visita alla famosa cortigiana Madame de Pompadour, allora negli ultimi mesi di vita, "una donna molto altezzosa, che ancora dettava legge su tutto", secondo Leopold. Nel ricordo di Nannerl, Wolfgang venne messo in piedi su una sedia per essere esaminato da Madame, la quale non gli avrebbe concesso il permesso di darle un bacio.
Il 24 gennaio 1764 presenzia con Leopold all'inaugurazione della Salle des Machines du Palais des Tuileries di Parigi che vedeva in scena Castor et Pollux di Jean-Philippe Rameau.
Altri concerti vennero dati a Parigi il 10 marzo e il 9 aprile, in un teatro privato in rue et Porte St Honoré. Nello stesso periodo vennero date alle stampe le prime opere pubblicate di Wolfgang: due coppie di sonate per clavicembalo e violino, K 6 e K 7, e K 8 e K 9. Queste coppie divennero l'Op. 1 e l'Op. 2 nel catalogo privato di Leopold dei lavori di suo figlio. La prima coppia fu dedicata alla figlia del re, Vittoria Luisa di Francia, la seconda alla Contessa di Tessé. Secondo il biografo di Mozart Stanley Sadie, alcuni aspetti di questi pezzi sono piuttosto infantili e ingenui, ciò nondimeno la loro tecnica è "straordinariamente sicura, la loro linea di pensiero è chiara, e il loro equilibrio formale è ineccepibile".
La decisione di recarsi a Londra venne presa a Parigi, forse su consiglio di conoscenze musicali di Leopold a corte, che probabilmente gli avevano detto che l'Inghilterra era, secondo le parole dello studioso di Mozart Neal Zaslaw, "nota per l'entusiasmo con cui accoglieva i musicisti del continente e la generosità con cui li ricompensava". Il 10 aprile la famiglia partì per Calais e, dopo una lunga e disagevole traversata verso Dover su una barca a noleggio, arrivò a Londra il 23 aprile.

### Londra (aprile 1764 - luglio 1765)

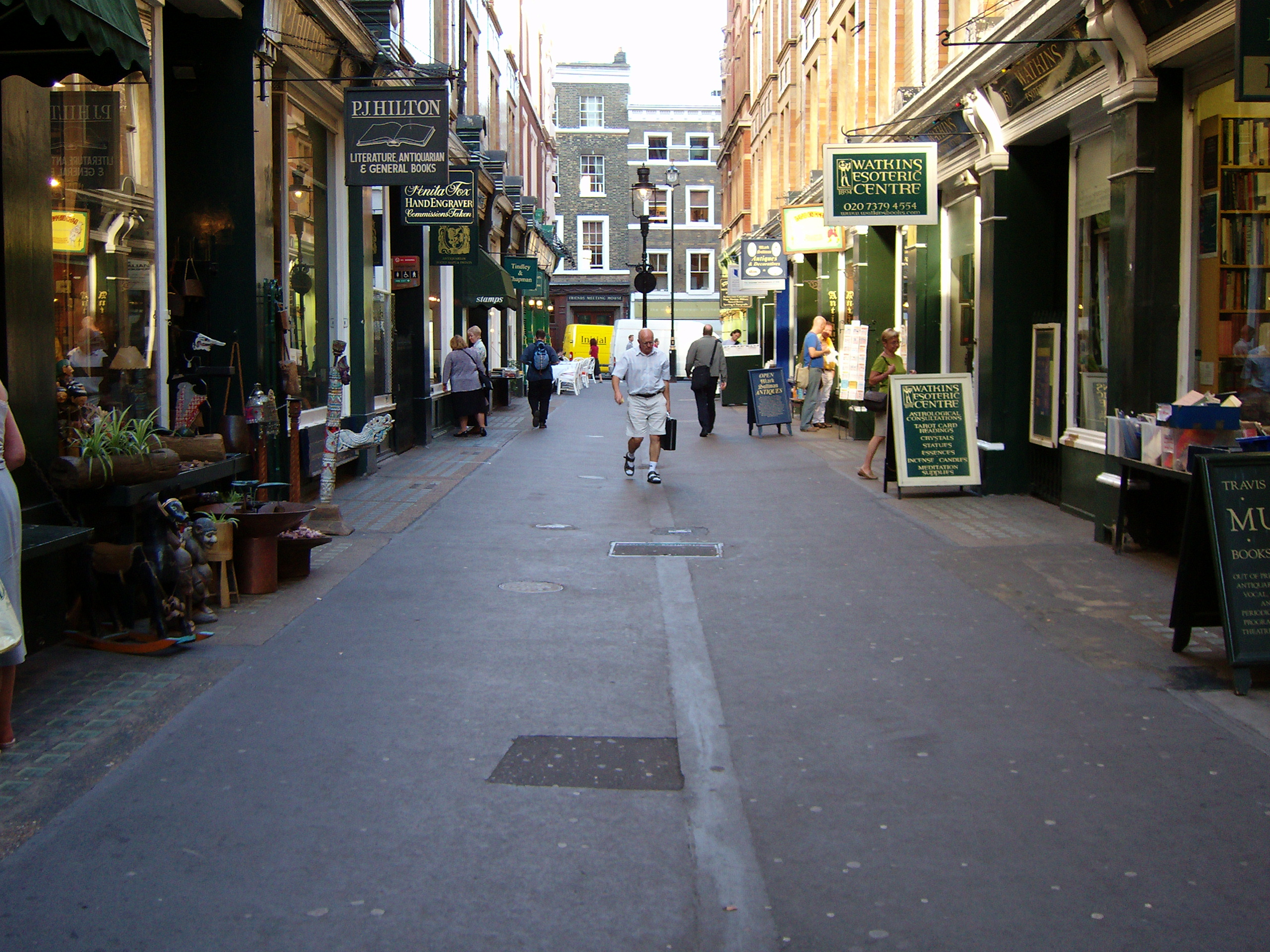
Cecil Court, la via dove la famiglia Mozart trovò alloggio al suo arrivo a Londra, aprile 1764 (foto del 2005)

Il primo alloggio della famiglia Mozart a Londra si trovava sopra il negozio di un barbiere in Cecil Court, nei pressi di St Martin-in-the-Fields. 
Le lettere di presentazione da Parigi si erano dimostrate utili: il 27 aprile, quattro giorni dopo il loro arrivo, i bambini suonavano nel St. James's Palace alla presenza di Re Giorgio III e della diciannovenne regina tedesca, Carlotta. Nel secondo impegno con i reali, il 19 maggio, il re chiese a Wolfgang di suonare brani di Georg Friedrich Händel, Johann Christian Bach e Carl Friedrich Abel. Gli fu permesso di accompagnare la regina mentre cantava un'aria. Poi, eseguì un'improvvisazione sulla parte di basso di un'aria di Händel, che Leopold definì "una bellissima melodia che lasciò tutti stupefatti".
D'estate parte della nobiltà e della ricca borghesia lasciava la città; Leopold, convinto che molti sarebbero ritornatati il 4 giugno per le celebrazioni del compleanno del re, organizzò un concerto con i fratelli Mozart per il giorno 5 con il violoncellista Giovanni Battista Cirri che riscosse un tale successo da indurlo a far partecipare Wolfgang e Maria Anna il 29 giugno a un concerto di beneficenza per un ospedale di maternità, a Ranelagh Pleasure Gardens. Sembra che Leopold vedesse questo impegno a sostegno delle opere di carità come "un modo per ingraziarsi questa nazione così speciale". Wolfgang era pubblicizzato come "... l'acclamato e stupefacente Maestro Mozart, un Bambino di Sette Anni [in realtà ne aveva otto] ... giustamente stimato come il più straordinario Prodigio, e il più sorprendente Genio che sia mai apparso in ogni Epoca". L'8 luglio, ci fu una rappresentazione privata presso la dimora del conte di Thanet a Grosvenor Square, da cui Leopold tornò con una infiammazione alla gola e altri sintomi preoccupanti. "Prepara il tuo cuore ad ascoltare uno degli eventi più tristi", scrisse a Hagenauer in previsione della propria imminente scomparsa. Rimase malato per diverse settimane, e per il bene della sua salute la famiglia si trasferì dall'alloggio di Cecil Court in una casa in campagna a Ebury Street, allora considerato parte del villaggio di Chelsea.

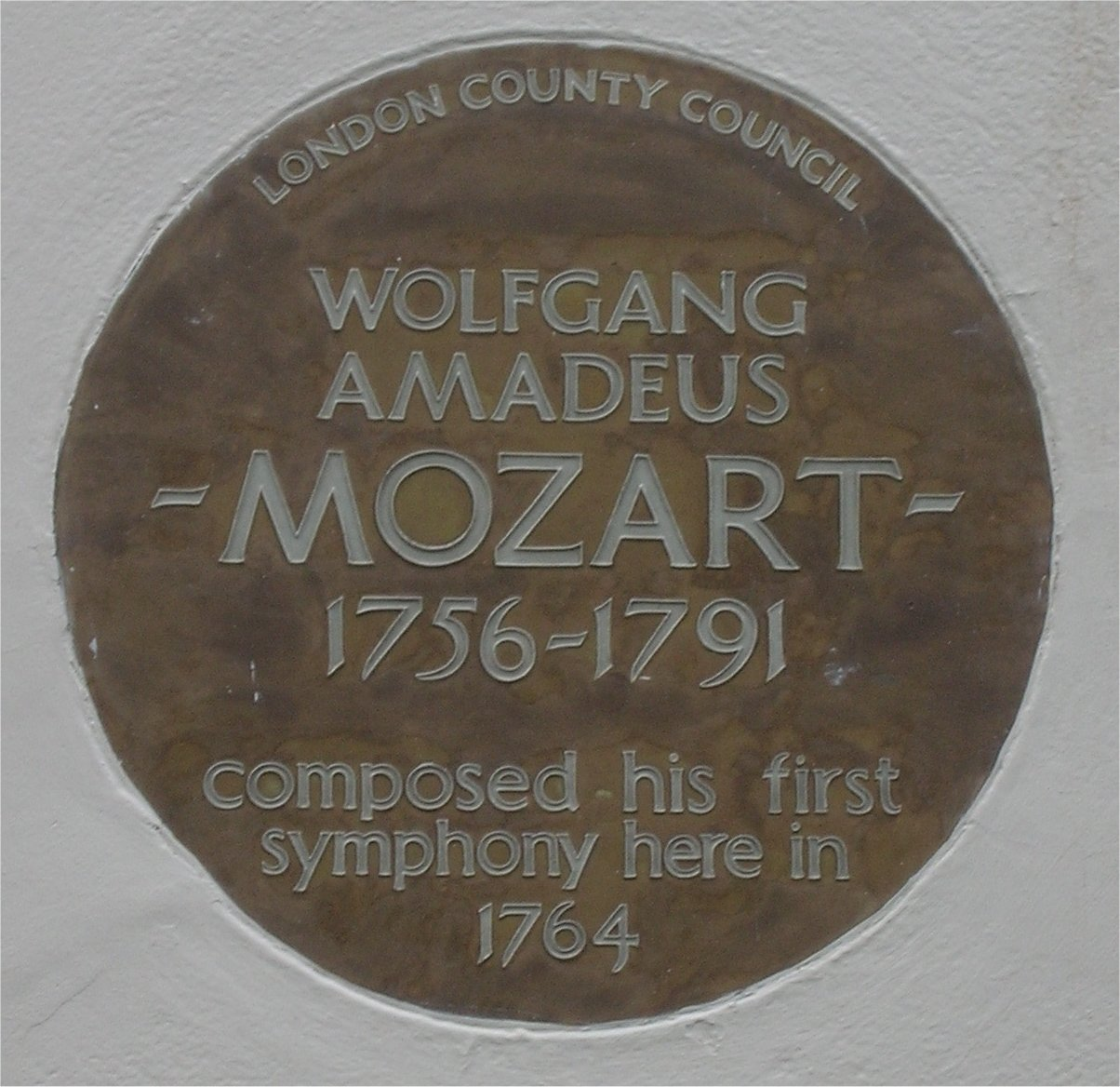
Targa sulla casa (180 Ebury Street, Pimlico) dove i Mozart soggiornarono nell'estate del 1765

Durante la malattia di Leopold gli spettacoli erano impossibili, così Wolfgang rivolse la sua attenzione alla composizione. Secondo la scrittrice e musicista Jane Glover, Wolfgang fu ispirato a scrivere sinfonie dopo l'incontro con Johann Christian Bach. Non è chiaro quando si fosse verificato questo incontro, o quando Wolfgang aveva sentito per la prima volta le sue sinfonie, anche se aveva suonato alcuni pezzi per clavicembalo del compositore nel suo recital reale del maggio 1764. Wolfgang terminò in breve tempo la Sinfonia n. 1 in Mi bemolle, K 16, e cominciò la Sinfonia n. 4 in Re maggiore, K 19 (che secondo Zaslaw fu composta, o almeno completata, a L'Aia). La sinfonia in Re maggiore possiede, secondo Hildesheimer, "un'originalità melodica e di modulazione che va al di là della routine dei suoi contemporanei [adulti]". Queste sono le prime composizioni orchestrali di Wolfgang, anche se Zaslaw parla di una possibile "Sinfonia n. 0" dagli abbozzi del quaderno musicale di Wolfgang. Le tre sinfonie perdute, identificate nel catalogo Köchel delle opere di Mozart solo dai loro incipit (prime battute di musica), potrebbero anche appartenere al periodo londinese. Altre opere composte da Wolfgang a Londra comprendono diverse sonate strumentali il cui gioiello è, secondo Hildesheimer, la sonata in Do maggiore per pianoforte a quattro mani K 19d. Una serie di sonate per violino o flauto fu dedicata alla regina Carlotta dietro sua richiesta nel mese di gennaio 1765. Wolfgang scrisse a Londra le sue prime opere vocali, il mottetto "Dio è il nostro rifugio", K 20, e l'aria per tenore Va, dal furor portata, K 21.
Alla fine di settembre, con la guarigione di Leopold, la famiglia si trasferì di nuovo nel centro di Londra, in Thrift Street (poi Frith Street), a Soho. Questo alloggio era situato vicino a diverse sale da concerto, e alle abitazioni di J.C. Bach e di Carl Friedrich Abel. Bach, figlio di Johann Sebastian Bach, divenne ben presto un amico di famiglia; in seguito Nannerl avrebbe ricordato Bach e Wolfgang a otto anni che suonavano insieme, alternandosi a suonare qualche battuta uno alla volta, e che "non guardando, si poteva pensare che a suonare fosse una sola persona". Non vi sono riscontri che i Mozart avessero incontrato Abel, però Wolfgang conosceva le sue sinfonie, forse attraverso la stagione annuale dei concerti Bach-Abel, e ne fu molto influenzato.
Il 25 ottobre, su invito di re Giorgio, i bambini suonarono alle celebrazioni per il quarto anniversario dell'ascesa al trono del re. La successiva apparizione pubblica fu il 21 febbraio 1765, un concerto pianistico al His Majesty's Theatre davanti a un pubblico non molto folto, essendo l'evento contemporaneo a un concerto di Bach-Abel. 
Si tenne solo un altro concerto londinese, il 13 maggio, ma tra aprile e giugno ci si poteva recare alla residenza dei Mozart dove, per cinque scellini, Wolfgang eseguiva il suo repertorio di pezzi da festa. Nel mese di giugno entrambi i "giovani prodigi" si esibivano quotidianamente alla Swan and Harp Tavern a Cornhill: questa volta il biglietto costava solo due scellini e sei penny. Questi erano, come dice Sadie, "gli ultimi, disperati tentativi di Leopold di far sborsare quattrini al pubblico inglese". Hildesheimer paragona questa parte del tour a un circo itinerante, mettendo i Mozart sullo stesso piano di una famiglia di acrobati.
I Mozart lasciarono Londra per il continente il 24 luglio 1765. Prima della partenza, Leopold aveva permesso che Wolfgang venisse sottoposto a un esame scientifico, condotto dall'onorevole Daines Barrington. Un resoconto, pubblicato nel Philosophical Transactions dell'anno 1770, conferma le eccezionali capacità di Wolfgang. L'ultimo atto della famiglia a Londra fu il dono al British Museum della copia manoscritta di Dio è il nostro rifugio.

### Paesi Bassi (settembre 1765 - marzo 1766)

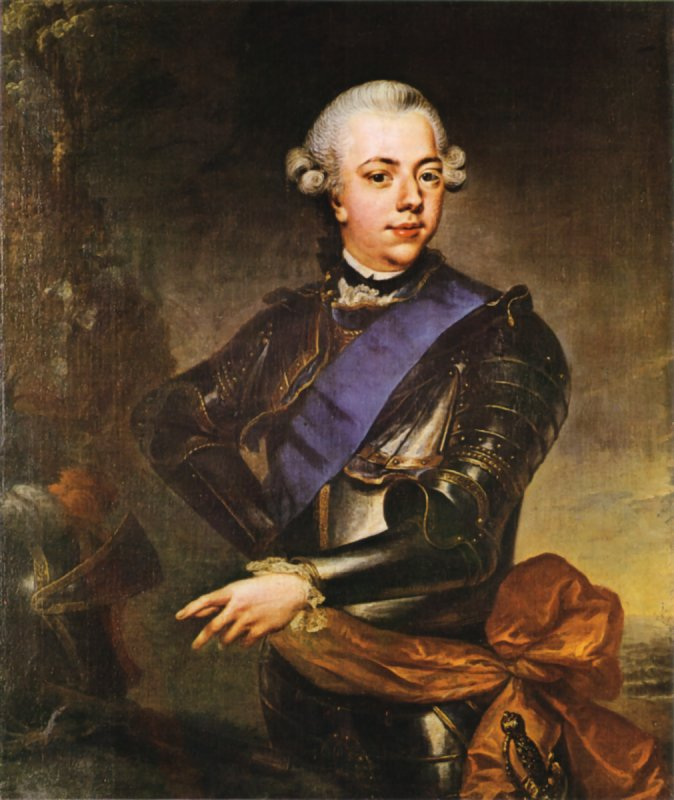
Guglielmo V, principe di Orange, dipinto da J. G. Ziesenis. Il giovane principe incontrò la famiglia Mozart negli anni 1765-1766.

In alcune lettere a Hagenauer, Leopold si era mostrato determinato a non volere visitare la Repubblica olandese, preferendo andare a Parigi, per poi tornare a casa a Salisburgo. Tuttavia, un inviato della principessa Carolina d'Orange-Nassau, sorella del principe d'Orange, lo convinse invece ad andare a L'Aia per presentarle i bambini, che sarebbero stati ospiti ufficiali della corte. Dopo lo sbarco a Calais, rimasero fermi per un mese a Lilla, a causa della tonsillite di Wolfgang prima e dei ripetuti attacchi di vertigini di Leopold poi. All'inizio di settembre la famiglia si trasferì a Gand, dove Wolfgang suonò il 5 settembre sul nuovo organo della cappella delle monache Bernardine; pochi giorni dopo suonò sull'organo della cattedrale di Anversa. L'11 settembre la famiglia raggiunse L'Aia.
Dopo l'arrivo a L'Aia Nannerl, a causa di un forte raffreddore, non poté partecipare ai primi concerti davanti alla principessa né a una esibizione davanti al principe, pochi giorni dopo. Leopold era così fiducioso del recupero di Nannerl da annunciare la presenza di entrambi i prodigi a un concerto presso la sala Oude Doelen per il 30 settembre per il governatore Guglielmo V di Orange-Nassau. 
La locandina di questo concerto attribuisce a Wolfgang l'età di otto anni (ne aveva nove), mentre ne assegna correttamente quattordici a Nannerl. La pubblicità si concentra su Wolfgang: "Tutte le ouverture usciranno dalle mani di questo giovane compositore [...] Gli amanti della musica potranno chiedergli di eseguire qualsiasi tipo di musica, ed egli la suonerà leggendola". Non è certo se in realtà questo concerto ebbe luogo, Sadie pensa che potrebbe essere stato rinviato. Se così fosse stato, Wolfgang si sarebbe esibito da solo, perché nel frattempo il raffreddore di Nannerl si era trasformato in febbre tifoide. Le sue condizioni continuarono a peggiorare, tanto che il 21 ottobre le fu impartita l'unzione degli infermi. Una visita del medico di corte mutò il corso della malattia: le cure furono cambiate e, verso la fine del mese, Nannerl era in via di guarigione. Successivamente si ammalò anche Wolfgang, che a metà dicembre era di nuovo in piedi.
Entrambi i bambini riuscirono a prendere parte a un concerto alla Oude Doelen il 22 gennaio 1766, nel quale potrebbe esserci stata la prima esecuzione pubblica di una delle sinfonie londinesi di Wolfgang, la K 19, e forse la nuova sinfonia in Si bemolle maggiore, K 22, composta nei Paesi Bassi. Dopo questo concerto passarono un certo periodo ad Amsterdam dando il 26 ed il 29 gennaio due concerti pianistici prima di tornare a L'Aia ai primi di marzo. Il motivo principale del loro ritorno erano le imminenti celebrazioni pubbliche per il raggiungimento della maggior età del principe d'Orange. Wolfgang aveva composto un quodlibet per piccola orchestra e clavicembalo, intitolato Galimathias Musicum, K 32, che fu eseguito a un concerto speciale in onore del Principe l'11 marzo. Questo fu uno dei numerosi brani composti per l'occasione; Wolfgang scrisse anche delle arie per la principessa con parole dal libretto Artaserse di Metastasio (compresa Conservati fedele, K 23), e variazioni per tastiera su una canzone olandese Laat ons juichen, Batavieren!, K 24. Scrisse inoltre una serie di sonate per violino e clavicembalo per la principessa, come aveva fatto in precedenza per la principessa francese e per la regina di Gran Bretagna. Un'altra sinfonia, K 45a, comunemente conosciuta come Vecchio Lambach, fu scritta a L'Aia, forse per il concerto per la maggiore età del Principe.
La famiglia lasciò L'Aia alla fine di marzo, passando prima per Haarlem, dove l'organista della chiesa di San Bavone invitò Wolfgang a suonare l'organo della chiesa, uno dei più grandi del paese. Da lì si diressero verso sud-est, dando concerti pianistici ad Amsterdam il 16 aprile ed a Utrecht il 21 aprile; quindi lasciarono l'Olanda e, passando per Bruxelles e Valenciennes, arrivarono a Parigi il 10 maggio.

### Ritorno verso casa (marzo-novembre 1766)

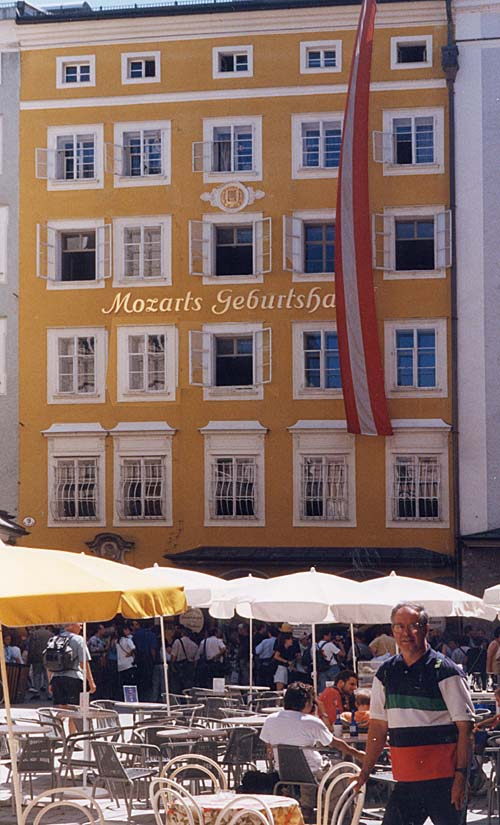
La casa della famiglia Mozart, N. 9 Getreidegasse, Salisburgo, fotografata nel 1998. L'appartamento della famiglia era al piano subito sopra l'insegna "Mozarts Geburtshaus"

Il soggiorno della famiglia a Parigi durò due mesi. In questo periodo non vennero dati concerti anche se, secondo Grimm, furono eseguite alcune sinfonie di Wolfgang. Grimm era entusiasta delle capacità di entrambi: scrisse di Nannerl "si è magnificamente esibita al clavicembalo" e "nessuno tranne suo fratello può competere con lei". A proposito di Wolfgang, citò il Principe di Brunswick dicendo che molti maestri di cappella all'apice della loro carriera non sapevano ciò che il ragazzino sapeva all'età di nove anni. "Il loro futuro non sarà a Salisburgo", scrisse Grimm, "presto i regnanti se li contenderanno".
L'unica musica composta da Wolfgang durante questo soggiorno a Parigi e giunta fino a noi è il Kyrie in Fa maggiore, K 33, la sua prima composizione liturgica. Il 9 luglio, dietro invito del Principe di Condé, la famiglia lasciò Parigi per Digione, dove il 19 luglio i ragazzi diedero un concerto con l'accompagnamento di un'orchestra locale. Si recarono poi a Lione, dove Wolfgang il 13 agosto "preludiò per un'ora e un quarto con il miglior maestro del luogo, senza sfigurare nei suoi confronti".
Una lettera a Hagenauer in data 16 agosto indicava che Leopold voleva procedere per Torino, poi per tutta l'Italia settentrionale fino a Venezia, e verso casa attraverso il Tirolo. "Il nostro interesse e l'amore per i viaggi dovrebbe indurci a seguire il nostro naso", scrisse, ma aggiunse: "... Ho detto che andrò [direttamente] a casa e manterrò la parola". La famiglia intraprese un percorso più breve attraverso la Svizzera, arrivando a Ginevra il 20 agosto, dove i bambini diedero due concerti, e furono ricevuti dall'insigne compositore André Grétry. Molti anni dopo Grétry scrisse di questo incontro: "Ho scritto per lui [Wolfgang] un Allegro in mi bemolle, difficile ma senza pretese; egli lo ha suonato e tutti, tranne me, pensavano che fosse un miracolo. Il bambino non si era mai interrotto ma, seguendo le modulazioni, aveva sostituito una serie di passaggi da me composti". Questa affermazione, che Wolfgang aveva improvvisato nell'affrontare dei passaggi che non sapeva suonare, sembra essere l'unico commento negativo fra tutti coloro chiamati a giudicarlo.
Il viaggio attraverso la Svizzera proseguì, con concerti pianistici a Losanna il 15 e 18 settembre e concerti con la sorella a Zurigo il 7 e 9 ottobre. 
Dopo aver lasciato i Paesi Bassi, Wolfgang aveva composto poco, un pezzo per clavicembalo, K 33b, scritto per i concerti di Zurigo, e poi alcuni pezzi per violoncello andati perduti, scritti per il principe di Fürstenberg. Il principe ricevette il gruppo il 20 ottobre, al suo arrivo a Donaueschingen vicino al confine tedesco, per un soggiorno di circa 12 giorni. Ripresero il viaggio raggiungendo Monaco di Baviera l'8 novembre e tenendo un concerto pianistico il 9 novembre nel Castello di Nymphenburg alla presenza di Massimiliano III di Baviera. 
Si fermarono qui per quasi due settimane dopo che Wolfgang si era ammalato, ma il 22 novembre stava abbastanza bene da esibirsi davanti all'Elettore insieme a Nannerl. Pochi giorni dopo si misero in viaggio per Salisburgo, arrivando a casa in Getreidegasse il 29 novembre 1766.

## Aspetti economici
La famiglia aveva superato grossi momenti di crisi, come le diverse malattie di lunga durata, che avevano ridotto le loro possibilità di guadagno. Sebbene Leopold non avesse mai rivelato per intero i proventi e le spese del tour, i benefici materiali erano stati sicuramente di notevole entità, così come i costi. Il bibliotecario dell'Abbazia di San Pietro a Salisburgo riteneva che solo di regali avevano portato a casa 12 000 fiorini circa, ma stimava in 20 000 fiorini i costi complessivi dell'impresa. Le spese erano certamente elevate; in una lettera a Hagenauer inviata nel settembre 1763, dopo dieci settimane di viaggio, Leopold riferiva che fino ad allora avevano speso 1 068 fiorini, una somma coperta dalle entrate per i concerti, senza però guadagni significativi. Leopold dichiarò che "non si riusciva a risparmiare, perché nel viaggiare dobbiamo avere uno stile nobiliare e raffinato per la salvaguardia della nostra salute e la reputazione della mia corte". In seguito annotò che all'arrivo a Parigi, nel novembre 1763, avevano "pochissimo denaro".
A volte le casse erano piene; nel mese di aprile 1764, verso la fine del soggiorno a Parigi e dopo due concerti di successo, Leopold annunciò che a breve avrebbe depositato 2 200 fiorini presso i suoi banchieri. Due mesi più tardi, dopo i primi successi di Londra, depositò altri 1 100 fiorini. Tuttavia, nel novembre dello stesso anno, dopo la sua malattia e con incerte prospettive di guadagni, si sentì preoccupato per l'alto costo della vita a Londra, informando Hagenauer di aver speso 1 870 fiorini negli ultimi quattro mesi. L'estate successiva, dopo una ridotta attività concertistica, per cercare di raccogliere fondi Leopold ricorse a misure sempre più disperate, arrivando persino a far partecipare i bambini a quotidiani spettacoli circensi al Swan e Harp Inn, con paghe che Jane Glover definisce umilianti. L'insicurezza della vita itinerante aveva portato Leopold a credere, più tardi, che Wolfgang non fosse abbastanza smaliziato da affrontare viaggi del genere da solo, e che avesse bisogno di essere ancorato a uno stipendio sicuro.

## Aspetti musicali
Dal punto di vista musicale entrambi i bambini avevano fatto progressi, e quelli di Wolfgang erano stati straordinari, oltre ogni aspettativa. I Mozart erano ormai conosciuti in tutte le istituzioni musicali e le corti reali del nord Europa. Oltre agli incontri con re, regine e nobiltà, i bambini potevano conversare in diverse lingue; per loro, il tour rappresentava una formazione straordinaria. L'usufruire di questi vantaggi, tuttavia, aveva avuto un prezzo; Grimm, a Parigi, avendo notato stress e tensione soprattutto in Wolfgang, temeva che "i frutti potessero cadere prima di maturare". Tuttavia Hildesheimer, pur esprimendo preoccupazione in questo senso, arriva a concludere che se fosse vera la tesi secondo cui la morte di Mozart all'età di 35 fosse stata causata dalle fatiche durante la sua infanzia, i decenni successivi non sarebbero stati così prolifici, e si sarebbero manifestati evidenti sintomi di declino.

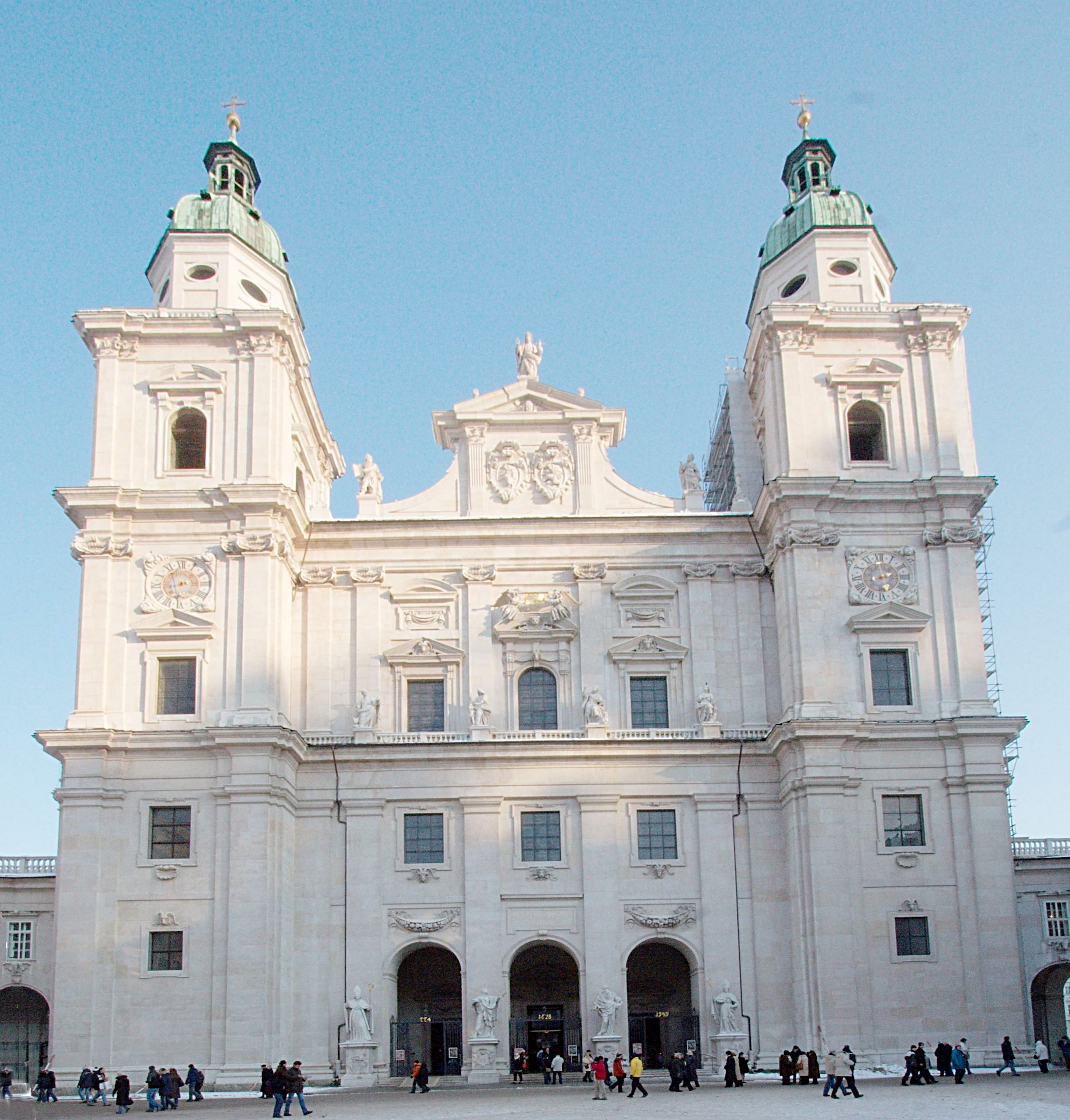
La cattedrale di Salisburgo, dove Mozart debuttò come compositore di sinfonie nella sua città natale nel dicembre 1766

Delle musiche composte da Wolfgang durante il tour sono sopravvissuti una trentina di pezzi. Un certo numero di altri lavori sono andati persi, tra cui quelli per violoncello composti a Zurigo e alcune sinfonie. I lavori superstiti sono le sonate per tastiera scritte a Parigi, a Londra e a L'Aia, quattro sinfonie, diverse arie, la musica assortita scritta per il principe di Orange, un Kyrie, e altri pezzi minori. La carriera sinfonica di Mozart cominciò a Londra, dove, oltre all'influenza diretta di Abel e J.C. Bach, egli avrebbe ascoltato le sinfonie dei principali compositori di Londra, tra cui Thomas Arne, William Boyce e Giuseppe Sammartini, "quasi un'ideale introduzione al genere", secondo Zaslaw. Le prime sinfonie, sottolinea Zaslaw, pur non allo stesso livello dei suoi capolavori successivi, sono paragonabili per estensione, complessità e originalità a quelle scritte nello stesso periodo dai riconosciuti maestri sinfonici dell'epoca. Sadie osserva che la sinfonia K 22 composta a L'Aia è decisamente più sofisticata di quelle precedenti scritte a Londra.
Si può vedere l'evoluzione creativa di Mozart anche nelle sonate composte per la principessa d'Orange che, secondo Sadie, segnano un notevole progresso nella tecnica e nelle idee rispetto alle precedenti serie di Parigi e di Londra. Tra le arie composte in Olanda vi è il suo primo tentativo di "aria d'affetto", Per Pietà, bell'idol mio, K 73b, che un tempo si credeva fosse stata composta molto più tardi, come indica il suo alto numero di catalogo Il tour aveva così visto la trasformazione di Wolfgang da compositore di semplici pezzi per tastiera a compositore di sempre maggior maestria in svariati generi. Ciò fu confermato nella sua città natale, l'8 dicembre, quando una delle sue sinfonie (non è certo quale) venne eseguita in Messa solenne alla Cattedrale di Salisburgo. Il datore di lavoro di Leopold, il principe-arcivescovo, era francamente scettico riguardo alle composizioni di Wolfgang, credendo che fossero di Leopold, poiché "non erano abbastanza brutte per essere l'opera di un bambino".

## Eventi successivi
Qualunque fosse stata la reale portata dei guadagni ottenuti con il tour, la famiglia Mozart continuò a vivere nel piccolo appartamento sulla Getreidegasse, con Leopold che riprese le sue funzioni di musicista di corte. Tuttavia, i viaggi e le apparizioni pubbliche dominarono i successivi sei anni di vita di Wolfgang. Nel settembre 1767 la famiglia era di nuovo in movimento, questa volta diretta a Vienna, dove rimasero (salvo un'evacuazione forzata durante un'epidemia di vaiolo) fino al gennaio 1769. Nel dicembre dello stesso anno Leopold e Wolfgang partirono per l'Italia, questa volta senza Nannerl che, a 18 anni, non poteva più esibirsi come bambina prodigio. I due rimasero via per sedici mesi, tornando a Milano nell'agosto 1771 per cinque mesi per assistere alle prove e alla messa in scena dell'opera di Wolfgang Ascanio in Alba. La terza e ultima visita in Italia, da ottobre 1772 fino a marzo 1773, fu l'ultimo dei lunghi viaggi; il nuovo principe-arcivescovo di Salisburgo, Hieronymus von Colloredo, aveva una visione diversa sul ruolo dei suoi musicisti di corte, che precludeva quella libertà di cui Leopold, e ora anche Wolfgang, anch'egli assunto a corte, avevano precedentemente goduto.